# Kate Bishop
Katherine Elizabeth Bishop, o simplemente Kate Bishop, es un personaje, unasuperheroína que aparece en los cómics estadounidenses publicados por Marvel Comics. Creada por el escritor Allan Heinberg y el artista Jim Cheung, Bishop apareció por primera vez en Jóvenes Vengadores #1 (abril de 2005, en inglés: «Young Avengers»). Ella es el tercer personaje y la primera mujer en tomar el nombre de Ojo de Halcón (en inglés: «Hawkeye») después de Clint Barton (Los Vengadores) y Wyatt McDonald (Escuadrón Supremo). Su traje está inspirado en el primer Ojo de Halcón y Pájaro Burlón.
Hailee Steinfeld interpreta al personaje en la serie de Disney+ Hawkeye (2021), parte del universo cinematográfico de Marvel.

## Historia de publicación
Apareció por primera vez en el primer número de Jóvenes Vengadores editado originalmente en abril de 2005, escrito por Allan Heinberg y dibujado por Jim Cheung. En España se publicó a partir de abril de 2006.
Junto a los Jóvenes Vengadores aparece en varias series limitadas:
- Civil War: Young Avengers/Runaways (Civil War: Jóvenes Vengadores & Runaways, en España). La serie fue lanzada en julio de 2006. En España se publicó en un tomo recopilatorio en septiembre de 2007.[3]

- En 2008 se publicó la serie Young Avengers Presents (Jóvenes Vengadores Presentan, en España), una serie limitada de seis números, cada uno centrado en un miembro del equipo; y Secret Invasion: Runaways/Young Avengers (Invasión Secreta: Jóvenes Vengadores & Runaways en España)[4]
- Dark Reign: Young Avengers (Reinado Oscuro: Jóvenes Vengadores, en España), en 2009.[5][3]

- Avengers: The Children's Crusade (Los Vengadores: La Cruzada de los Niños, en España), en septiembre de 2010, un año más tarde en España.

Junto a Clint Barton protagoniza el cómic de 2012 Ojo de Halcón escrito por Matt Fraction y dibujado por David Aja.
Vuelve a aparecer en el segundo volumen de Jóvenes Vengadores editados en 2013 como parte de Marvel NOWǃ, escritos por Kieron Gillen y dibujados por Jamie McKelvie.
En noviembre de 2015 se empieza a editar una nueva serie centrada en ella y Clint Barton, All-New Hawkeye por Jeff Lemire y Ramón Pérez.

## Biografía ficticia
Kate Bishop es hija de los ricos miembros de la alta sociedad de Manhattan Derek Bishop y Eleanor Bishop y hermana de Susan Bishop. Al parecer, Eleanor fue asesinada más tarde en Boulder, Colorado, dejando a Derek a cargo de criar a Kate y Susan.

### Especial Jóvenes Vengadores
El Especial Jóvenes Vengadores reveló que en algún momento antes de unirse al equipo, Kate Bishop fue brutalmente atacada en (lo que parece ser) Central Park.Al principio, el incidente dejó a Kate traumatizada, pero luego la impulsó a participar en un entrenamiento de combate intenso. Hasta el momento, el equipo no está al tanto de este incidente, ya que Kate solo le contó a su terapeuta y a Jessica Jones. La naturaleza exacta del ataque no está clara, solo la emboscada inicial se muestra en el panel.

### Jóvenes Vengadores
Una civil "normal" introducida por la fuerza a los Jóvenes Vengadores en un intento de rescate temprano realizado por el equipo, Kate ha demostrado habilidad y nivel de cabeza en situaciones de alta presión. Independiente, de mente dura y contundente, también es una excelente arquera. Su encuentro con el joven equipo la llevó a investigar por su cuenta, siguiéndolos hasta el cuartel general de los Vengadores y vistiendo el equipo de Pájaro Burlón y Ojo de Halcón, así como lo que podría ser la espada del Espadachín y el cinturón de la Viuda Negra. Cuando Kate aparece por primera vez con la máscara de Pájaro Burlón, Patriota en broma se refiere a ella como "Hawkingbird". Ella se invita a unirse al equipo después de liberarlos y los ayuda en su batalla contra Kang el Conquistador.Posteriormente fue confirmada como miembro del equipo.
Después de la primera aventura del equipo, que detuvo a Kang el Conquistador, el Capitán América y Iron Man ordenaron al equipo que se separara y se negaron a entrenar al equipo sin el consentimiento de sus padres. Sin embargo, Kate Bishop todavía quería ser una Joven Vengadora. Creyendo que lo peor que podían hacer el Capitán América y Iron Man era informar a sus padres, Kate llevó al equipo a un almacén abandonado que anteriormente era propiedad de una de las compañías de su padre, Bishop Publishing, que se convirtió en la guarida del equipo. Ella también hizo nuevos uniformes hechos para ellos, ya que Cap. les dijo que "nunca deben usar esos uniformes otra vez".
Kate tiene una relación muy cercana con su amiga y compañera de equipo Estatura, y tiene un cierto grado de química con su compañero Patriota, aunque su relación está marcada por las disputas casi constantes y la astucia; Cuando Estatura observó que "no importa lo que suceda", Wiccan y Hulkling "se tienen al otro" y Kate tiene a Patriota, Kate se opuso de inmediato, diciendo" todo lo que hacemos es luchar". El miembro más nuevo del equipo, Veloz, de inmediato se refirió a Patriota como "tu novio", lo que provocó otra negativa por parte de Kate. Al encontrarse con Veloz por primera vez, no era su yo habitual (por falta de un nombre en clave, su auto-presentación se detuvo después de "Yo soy..."). Aun así, ella es el miembro principal del equipo, obligando a todos a permanecer juntos y opera como el líder adjunto no oficial del equipo cuando Patriota no está presente, incluso dándole órdenes ocasionales.
Después de que Patriota se lesione, el Capitán América informa a los Jóvenes Vengadores que espera que comiencen vidas normales. Kate le dice que si los hubiera entrenado, es posible que Patriota no se hubiera lesionado y que era mejor para él ayudar a los Jóvenes Vengadores al aceptarlos. Jessica Jones regresa para darle a Kate el arco y las flechas originales de Hawkeye con una nota del Capitán América dirigida a Hawkeye. Jessica le dijo a Kate que la única otra persona que se enfrentaba al Capitán América de la forma en que lo hacía Kate era Hawkeye, y que el Capitán América quería que ella tomara el nombre en clave de Clint. Kate lo hizo y se convirtió en el tercer "Hawkeye".

### Civil War
Kate ha sido identificada como uno de los 142 superhéroes registrados que aparecen en la portada del cómic Vengadores: La Iniciativa #1. Sin embargo, ella y Patriota (también en que la cubierta) hace una breve aparición en el hogar del Doctor Strange, la guarida de los Nuevos Vengadores en la segunda edición del Hijo Caído: La Muerte del Capitán América, echando algunas dudas en su lealtades. Sin embargo, en el mismo número de Hijo Caído, Iron Fist comenta que "ha sido una semana difícil", ya que suponemos que la serie tendrá lugar en la semana posterior a la muerte de Cap, y es posible que los Jóvenes Vengadores se hayan registrado después de eso. Sin embargo, en la misma serie, Kate y Patriota se enfrentan a Clint Barton, quien se había puesto temporalmente el disfraz y el escudo del Capitán América que intentaban capturarlos por ser héroes no registrados, lo que genera más confusión.
Sin darse cuenta de quién es realmente, Kate reprende a Clint, diciendo que tomó el nombre de Hawkeye para honrarlo, pero no copió su disfraz, ya que eso sería vergonzoso; Además, afirma que "si Hawkeye estuviera vivo, me llamaría a mí mismo otra cosa". Sus palabras convencen a Clint de devolverle el escudo y el traje a Tony Stark, condenar a Stark por su papel en la Guerra Civil y seguir su propio camino.

### Jóvenes Vengadores Presentes
En la serie limitada Jóvenes Vengadores Presentes, Kate ayuda a Patriota a localizar a Bucky Barnes/Soldado de Invierno, ayudándolo a derribar una célula de cyborgs de A.I.M. en el proceso.
En el último número de la serie, Kate tiene una cita incómoda con Eli, rechazándolo en última instancia, ante su vergüenza. Ella es atacada por Ronin, quien pone a prueba sus habilidades. Él la invita al escondite de Los Vengadores Secretos y se revela a sí mismo como Clint Barton. Los dos discuten la determinación de liderar y "siempre tomando el tiro". Kate le apuesta a que no puede dividir una flecha (una hazaña supuestamente imposible), y apuesta su arco original. Él gana usando un arco muy inferior, reiterando que no importa cuán imposible, cuando las vidas de sus compañeros dependen de ello, uno siempre debe disparar. Humillada, Kate entrega el arco y su nombre en clave, y es rechazada por Patriota. Speed lleva a Kate a una cita para aliviar su tensión y los dos se infiltran en la base de Secret Avengers y reclaman el arco. Mientras tanto, Clint intenta abogar por los Jóvenes Vengadores ante los otros Vengadores Secretos, deseando servir como mentores para ellos. Se da cuenta de la presencia de Kate y la visita más tarde otorgándole permiso para usar su nombre y su reverencia, reconociendo que su infiltración demostró la determinación necesaria para dirigir a su equipo. Él le ofrece el apoyo de los Vengadores Secretos, y le entrega una vieja foto de sí mismo, el Capitán América, Bruja Escarlata y Quicksilver en sus primeros días como Vengadores. Reafirmada, Kate se acerca a Eli y lo besa, pidiéndole que sea paciente con ella y le dé tiempo.

### Invasión Secreta
Kate participa en la batalla contra la invasión Skrull con sus compañeros, pero es derrotada, a pesar de la ayuda de la Iniciativa. Ella y los Jóvenes Vengadores más tarde aparecen para unirse a la lucha final. Cuando queda inconsciente, Clint Barton, el Hawkeye original, utiliza su arco y flechas para continuar la lucha.

### Siege
Kate se une a los Jóvenes Vengadores, Nuevos Vengadores y Guerreros Secretos para detener el asedio de Asgard a Norman Osborn. Desafortunadamente, cuando los niveles de Sentry a Asgard, Kate y Patriota están atrapados bajo los escombros. Durante un momento dudoso, Patriota besa apasionadamente a Kate, lo que la impulsa a alejarlo después de un momento de sobresalto. No mucho después, son rescatados por sus amigos y se vuelven a unir a su grupo, pero no antes de que Kate le diga a Patriota que fue un "infierno de un beso" con una sonrisa compartida, insinuando el inicio de una relación.

### Era Heroica
Después de los eventos de Siege, Kate es vista entre los héroes que celebran en la Torre de los Vengadores. Clint Barton más tarde la alienta a mantener el nombre "Hawkeye" a pesar de regresar al manto, diciendo que el mundo es lo suficientemente grande para dos "Hawkeyes" por ahora.
Kate aparece junto a los otros Jóvenes Vengadores en Avengers: Children's Crusade.
Kate también aparece al lado de los otros Jóvenes Vengadores en Avengers: The Children's Crusade Young Avengers, un disparo en el que los Jóvenes Vengadores han crecido y ahora son los Vengadores. Es una línea de tiempo alternativa alterada por Iron Lad que continúa alterando la secuencia de tiempo para derrotar a Kang el Conquistador.

### Marvel NOW!
Kate aparece junto al Hawkeye original, Clint Barton, en la nueva serie Hawkeye, que tiene lugar después de la historia de Avengers vs. X-Men. Los dos coprotagonistas de la serie, enfocados en crímenes más bajos en lugar de ser superhéroes, reconocen que es lo que los hace Hawkeye. Mantienen una relación de mentor / estudiante, aunque regularmente exhiben competitividad entre sí; en una misión para ayudar a Clint, derribó y se hizo pasar por Madame Máscara, que ahora está empeñada en vengarse y finalmente matar a Kate.
Después de que Clint comenzó a actuar cada vez más distante y hostil hacia ella y sus intentos de ayudarlo, Kate decidió irse de Nueva York por un momento e ir a Los Ángeles, junto con el perro de Clint, Lucky; sin embargo, tan pronto como llegó allí, se enteró de que su padre la había separado de su dinero, dejándola a su suerte. Para ganar algo de dinero, Kate puso un anunció que se describe a sí misma como una media superheroína, una media detective privada. Durante su estadía en Los Ángeles, se enfrentó a una organización criminal encabezada por Masque, y mientras logró derribarla, se enteró de que su padre estaba implicado en ella. Kate le hizo una llamada telefónica y le dijo que lo haría pagar. Regresó a Nueva York para ayudar a Clint a derrotar a la mafia rusa después de que mataron a uno de los residentes de Clint, con su padre conspirando en secreto con otros súper villanos y jefes de la mafia para golpearla a ella y a Clint.
Como parte del evento All-New, All-Different Marvel, Kate Bishop estaba en la casa de Hawkeye cuando apareció el Viejo Logan. Después de explicar quién era y eventualmente desmayarse en el sofá de Hawkeye, Logan se despertó 33 horas después. Después de enterarse de que Logan estaba buscando a Mysterio, Kate Bishop buscó su último paradero conocido en la base de datos de S.H.I.E.L.D. y exigió venir con Logan mientras investigaba. Cuando llegaron, encontraron a un hombre llamado Eddie y su compañero no identificado allí. Logan los atacó de inmediato cortando la mano de un hombre a pesar de que negaron que supieran quién era Mysterio. Una Kate Bishop horrorizada intentó detenerlo, pero Logan la neutralizó rápidamente mientras los dos hombres escapaban.
Kate más tarde luchó contra el Imperio Secreto. Una impotente Cassandra Lang intenta ayudar y casi muere en el proceso.
En los libros "All New Hawkeye", Kate y Clint recuperan el Proyecto Comunión de Hydra, que resulta ser tres niños inocentes convertidos en poderosos, psiónicos Inhumanos de las Nieblas Terrigen. No confían en S.H.I.E.L.D. con ellos, así que rescatan a los niños de S.H.I.E.L.D. y haz que vivan en el apartamento de Barton, hasta que Hydra rastree su ubicación. Cuando Clint considera que los niños son demasiado peligrosos para sostenerlos, se los entregan de mala gana a Hydra. La confianza de Kate en Clint se ve sacudida, y comienza a operar en solitario por un corto tiempo mientras revalúa su vida y su relación con Clint. Clint finalmente la ayuda a idear un plan para rescatar a los niños de Hydra y falsificar las muertes de Project Communion frente a S.H.I.E.L.D. para mantener a Maria Hill lejos. Piden que los niños se queden con Barney, mientras que Clint se pone en contacto con los Vengadores para obtener un buen sistema de seguridad para ellos. Kate le dice a Clint que todavía quiere ser una heroína en solitario por un tiempo para ser ella misma, ya que ha idolatrado a Clint durante tanto tiempo y que usó la identidad de Hawkeye para evitar ser como su padre, pero está lista para convertirse en su propia persona. La serie también explora la infancia de Kate, donde inicialmente idolatró a su padre y quiso ser como él, pero después de enterarse de sus actividades delictivas, decide que es mejor si no sabe lo que él hace mientras él no sabe lo que hace. Esto se realizó después de que Kate fue secuestrada por una de las pandillas rivales de su padre, y fue rescatada por Hawkeye y los Vengadores, lo que la inspiró a convertirse en una heroína en el futuro.
Luego de que Clint asesinara a Hulk en Civil War II, Kate se enoja por las acciones de Clint, pero aún muestra cierta simpatía por la posición en la que se encuentra. Está más molesta de que los medios de comunicación la estén atacando por las acciones de Clint, pero es reconfortada por sus excompañeros de equipo de Jóvenes Vengadores. Ella se pone del lado de Iron Man en el conflicto.
Después del conflicto, Kate se muda de nuevo a Los Ángeles y comienza sus propias investigaciones de Detective Privado. No comienza demasiado bien ya que los residentes esperaban que Clint (ya sea para lastimarlo o alabarlo por sus acciones en la Guerra Civil II), pero un estudiante universitario que necesita su ayuda con un acosador se acerca a Kate.
Mientras intentaba evitar que algunos enanos usaran un artefacto místico, fue interrumpida por Ghost Rider y Gwenpool. Después de una breve pelea, apareció la policía. Cuando la vieron por última vez, ella y Gwen se alejaban de la escena y Ghost Rider tenía la gema mística que usaban los enanos y el amigo fantasma de Gwen, Cecil.Posteriormente, haciéndose amiga de Gwen después de que ella describe a Kate como "la real" y "la mejor Hawkeye" y Kate la apoda "toots", durmiendo en su sofá durante la noche, Kate recupera a Cecil de Ghost Rider y lo ayuda a adquirir un nuevo corpóreo cuerpo.
Luego, Kate invita a Gwen a unirse a ella para formar un nuevo reality show financiado por los Vengadores de la Costa Oeste junto a Clint, América Chávez, Quentin Quire y el novio de Kate, Johnny "Fuse" Watts,frente a B.R.O.D.O.K. (quien luego se revela como MODOK Superior) y Madame Máscara una vez más, y finalmente descubre que su madre está viva como vampiro, evitando que su culto sacrifique a Estados Unidos. Además, Kate descubrió que sus padres eran parte de la versión de los Maestros del Mal de la Costa Oeste de Madame Máscara.
Kate y los Vengadores de la Costa Oeste luego ayudan al Superior Spider-Man (la mente de Otto Octavius en el cuerpo del Proto-Clon) a defender San Francisco durante la historia de "La Guerra de los Reinos".

## Poderes y habilidades
Kate es experta en tiro con arco, esgrima, Jiu-jitsu, boxeo y otras formas de combate.Lleva dos bastones de batalla similares a los que una vez usó Pájaro Burlón, una espada similar a la del Espadachín, así como el arco y las flechas de Clint Barton.Pantera Negra también le había proporcionado flechas de truco.

## Otras versiones

### Ultimate Marvel
En Ultimate Marvel una versión de Kate Bishop interviene en Ultimate Comics: Spider-Man. Es una chica de 13 años, compañera de clase de Miles Morales. Un año más tarde Kate empieza una relación romántica con Miles. Kate y su familia son miembros de HYDRA que están convencidos de que su organización puede mejorar el mundo. Miles acaba confesándole a Kate que es Spider-Man, ella queda impactada y no le habla durante semanas. Miles acude a la casa de Kate y el padre de esta le droga y lo secuestra. Kate sigue enamorada de Miles y está en contra de que sea torturado por su padre y el Doctor Doom. Una vez Miles derrota al Doctor Doom, rompe con Kate, que es noqueada por Dagger.

### Avengers The Children's Crusade
En Avengers: The Children's Crusade: Young Avengers, un futuro alternativo, se ve a Kate aún operando como Hawkeye para el equipo de Vengadores de Kang. Está casada con Tom Shepherd (ahora conocido como Quicksilver) y está esperando gemelos. Su atuendo se ha cambiado para que coincida con el traje Hawkeye original de Clint.

### Secret Wars
Una versión 1602 de Kate aparece durante Secret Wars. Al igual que Robin Hood, ella robó a los ricos junto a sus amigos Teddy y Billy, pero fue atrapada por el Sheriff de Punisher y lo distrajo para que sus amigos pudieran escapar del juicio del Emperador Dios. Durante su tiempo en el Escudo, conoció y se hizo amiga de América Chávez y se unió a los Hel-Rangers, y eventualmente escapó con Chávez.

### What If..?
En What If? House of M, Kate y los Jóvenes Vengadores son asesinados por Red Skull un mes después del despojamiento de cada héroe en el planeta. Kate fue asesinada por el cubo cósmico.

### Viejo Logan
En Viejo Hawkeye, precuela de Viejo Logan, una Kate de mediana edad es la alcaldesa de un distrito de refugio en lo profundo de las tierras baldías. Más tarde, ella ayuda a Clint en su búsqueda de venganza contra los Thunderbolts. Después de hacerlo, él solicita su ayuda para entregar un caso de suero de súper soldado, pero ella se niega a ayudarlo en su interminable cruzada de venganza y se marcha para cuidar de su distrito, prediciendo correctamente que la tarea mataría a Clint en el proceso.

## En otros medios

### Televisión
- Hawkeye (Kate Bishop) tiene un cameo sin voz en Avengers: Ultron Revolution. En el episodio "En el futuro", ella se opone a Kang el Conquistador junto a Black Widow, Eric Masterson, Toni Ho y Joaquín Torres.[58]

### Universo cinematográfico de Marvel
Kate Bishop aparece en el Universo cinematográfico de Marvel (UCM), interpretada por Hailee Steinfeld, mientras que Clara Stack la retrata como una niña.
- Introducida en la serie de streaming de Disney+ Hawkeye (2021), esta versión es la hija postadolescente de Eleanor Bishop, directora ejecutiva de Bishop Security; y Derek Bishop, que murió durante la Batalla de Nueva York. Durante el evento, Kate fue salvada por Clint Barton y se inspiró para practicar tiro con arco y participar de manera competitiva en deportes de combate. Mientras investiga las actividades de una casa de subastas que fue atacada por la mafia Tracksuit, ella toma breve e inadvertidamente el manto de Ronin. Después de adoptar un golden retriever al que luego llama Lucky the Pizza Dog, conoce a Barton y lo acompaña para enfrentar a la mafia Tracksuit y Kingpin. Después de Hawkeye, Variety informó que Steinfeld ha firmado para más proyectos como Bishop.[61][62]
- En Ms. Marvel (2022), se ve una foto que indica que Kate Bishop es uno de los objetivos de Control de Daños.
- Bishop hace un cameo en The Marvels (2023), donde Kamala Khan la recluta para su equipo de jóvenes superhéroes.[63]
- Unas variantes de Bishop en unos universos alternativos aparecerán en las próximas series animadas de Disney+ What If...? (2024) y Marvel Zombies (2025).[64]

### Videojuegos
- Kate Bishop se menciona en Ultimate Marvel vs Capcom 3 una de las frases que Clint Barton dice al ganar la menciona: "Kate Bishop es una buena Ojo de Halcón. Pero no hay ninguno como el original"
- Kate Bishop aparece en Marvel Heroes como un traje mejorado de Clint Barton, con la voz de Amanda C. Miller.[65]
- Kate Bishop aparece como un personaje jugable desbloqueable en Marvel: Avengers Alliance.[66]
- Kate Bishop aparece como un personaje jugable desbloqueable en Lego Marvel Vengadores.[67]
- Kate Bishop aparece como un personaje jugable desbloqueable en Marvel Puzzle Quest.[68]
- Kate Bishop aparece como un personaje jugable desbloqueable en Marvel Future Fight.[69]
- Kate Bishop aparece como un personaje jugable DLC en Lego Marvel Super Heroes 2[70]
- Kate Bishop aparece como personaje jugable en Marvel's Avengers en el cual protagoniza su propio arco narrativo.
- Kate Bishop aparece como carta jugable en Marvel Snap en el cual fue la carta nueva del pase de batalla de la temporada "Jovenes Vengadores".